# 40 (số)
40 (bốn mươi) là một số tự nhiên ngay sau 39 và ngay trước 41.

## Trong toán học
- Số 40 là một hợp số, là số bát giác,[1] và là tổng của bốn số ngũ giác đầu tiên: 1+5+12+22=40.
- Cho x = 40, hàm Mertens trả về giá trị 0.[2]. Số 40 là số n nhỏ nhất sao cho {\displaystyle \phi (x)=n} có 9 nghiệm với {\displaystyle \phi } là hàm phi Euler.
- Số 40 là số nghiệm của bài toán xếp n quân hậu đối với n = 7.
- Số 40 là số chữ số thuần trong hệ cơ số 3 (vì, 30 + 31 + 32 + 33 = 40, hay nói cách khác 40 = (34 - 1)/2) và là một số Harshad trong hệ thập phân.[3]